# Fernsehturm de Berlin
 (mars 2025).
La mise en forme du texte ne suit pas les recommandations de Wikipédia : il faut le « wikifier ».
Les points d'amélioration suivants sont les cas les plus fréquents. Le détail des points à revoir est peut-être précisé sur la page de discussion.
- Les titres sont pré-formatés par le logiciel. Ils ne sont ni en capitales, ni en gras.
- Le texte ne doit pas être écrit en capitales (les noms de famille non plus), ni en gras, ni en italique, ni en « petit »…
- Le gras n'est utilisé que pour surligner le titre de l'article dans l'introduction, une seule fois.
- L'italique est rarement utilisé : mots en langue étrangère, titres d'œuvres, noms de bateaux, etc.
- Les citations ne sont pas en italique mais en corps de texte normal. Elles sont entourées par des guillemets français : « et ».
- Les listes à puces sont à éviter, des paragraphes rédigés étant largement préférés. Les tableaux sont à réserver à la présentation de données structurées (résultats, etc.).
- Les appels de note de bas de page (petits chiffres en exposant, introduits par l'outil «  Source ») sont à placer entre la fin de phrase et le point final[comme ça].
- Les liens internes (vers d'autres articles de Wikipédia) sont à choisir avec parcimonie. Créez des liens vers des articles approfondissant le sujet. Les termes génériques sans rapport avec le sujet sont à éviter, ainsi que les répétitions de liens vers un même terme.
- Les liens externes sont à placer uniquement dans une section « Liens externes », à la fin de l'article. Ces liens sont à choisir avec parcimonie suivant les règles définies. Si un lien sert de source à l'article, son insertion dans le texte est à faire par les notes de bas de page.
- La présentation des références doit suivre les conventions bibliographiques. Il est recommandé d'utiliser les modèles {{Ouvrage}}, {{Chapitre}}, {{Article}}, {{Lien web}} et/ou {{Bibliographie}}. Le mode d'édition visuel peut mettre en forme automatiquement les références.
- Insérer une infobox (cadre d'informations à droite) n'est pas obligatoire pour parachever la mise en page.

Pour une aide détaillée, merci de consulter Aide:Wikification.
Si vous pensez que ces points ont été résolus, vous pouvez retirer ce bandeau et améliorer la mise en forme d'un autre article.
Pour les articles homonymes, voir Fernsehturm.

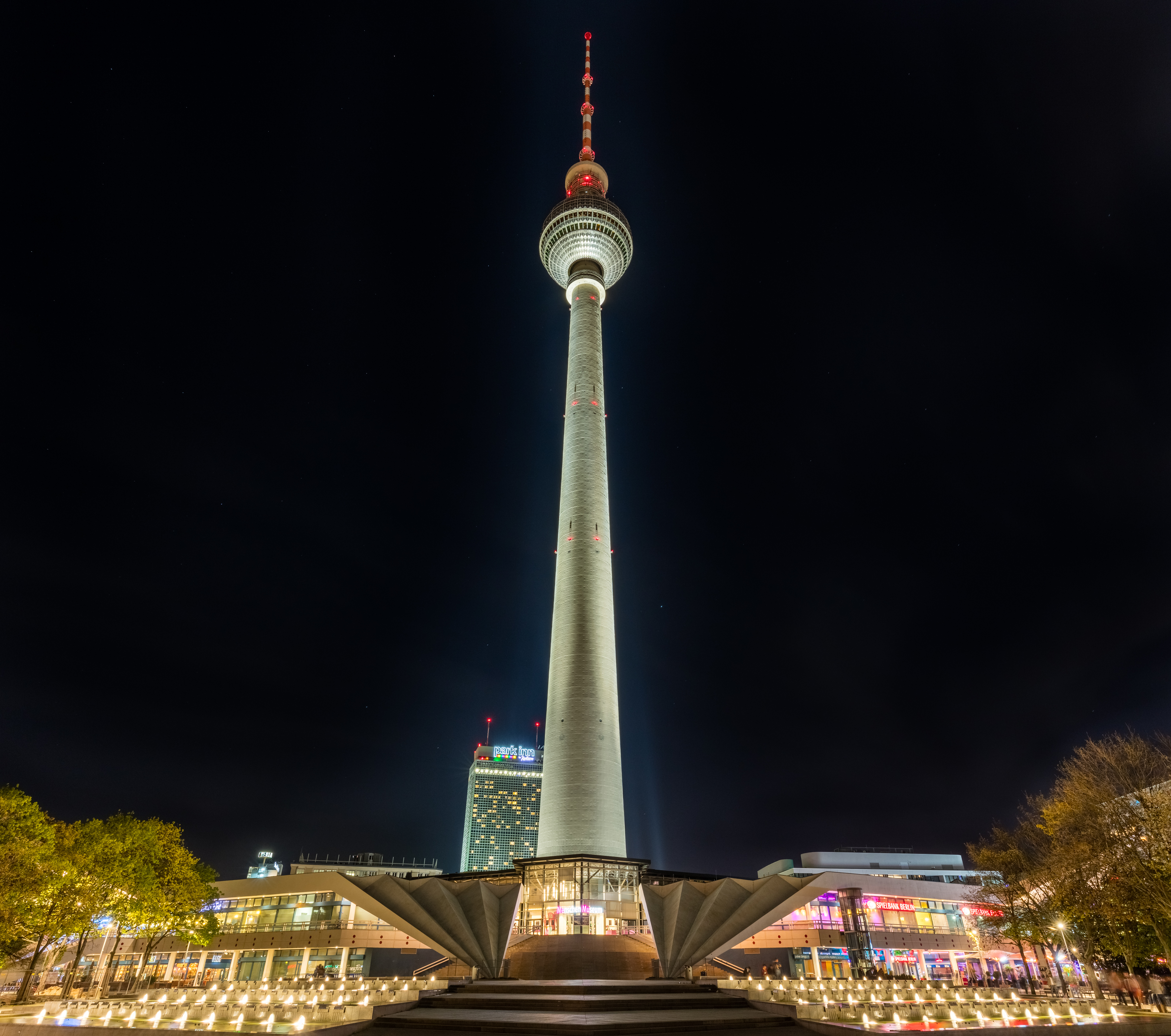
Vue de la fernsehturm de Berlin depuis le bas. Avril 2016.

La Fernsehturm de Berlin (en allemand : Berliner Fernsehturm [beːɐˈliːnɐ ˈfɛrnzeːˌtʊrm] ) est un émetteur de télévision situé au centre-ville de Berlin en Allemagne. Actuellement, elle héberge des émetteurs FM, DAB+ et TV-TNT.
La Fernsehturm se dresse au centre de Berlin. Il s'agit de l'édifice le plus haut d'Allemagne et le quatrième plus haut d'Europe, avec 368 mètres de haut. En 1969, l'année de sa construction, elle est le deuxième émetteur de télévision le plus élevé au monde.
La Fernsehturm, de style international, est construite de 1965 à 1969 par la Deutsche Post de la RDA dans le centre historique de Berlin (quartier de Mitte). Son inauguration a lieu le 3 octobre 1969. Le bâtiment mesure 220 mètres de plus que l'ancienne tour radio de Berlin érigée dans les années 1920 et située dans la partie ouest de la ville. Véritable point de repère, visible de loin, la tour domine la ligne d'horizon de la ville. Dans les scènes d'ouverture des films liés à Berlin, la capitale est souvent symbolisée par la Fernsehturm au même titre que la Porte de Brandebourg, la Colonne de la Victoire ou le Palais du Reichstag.
Désignée par le nom technique de « tour de télécommunications 32 », la Fernsehturm sert également, outre sa fonction principale d'émetteur pour plusieurs stations de radio et de télévision, comme tour d'observation avec une plateforme panoramique comprenant un bar situé à 203 mètres de hauteur et un restaurant tournant. Par ailleurs, elle est également un lieu d'évènementiel. La valeur symbolique de cette construction distinctive et marquante pour la ville a souvent varié au cours de son histoire. De symbole politique à valeur représentative de la RDA, la tour a évolué après la  réunification de l'Allemagne pour devenir le symbole de l'ensemble de la ville de Berlin réunifiée. En raison de son design et de son langage formel à la fois universel et intemporel, elle trouva une résonance internationale de plus en plus grande comme marqueur symbolique de la ville de Berlin et de l'Allemagne en général. En 1979, la Fernsehturm de Berlin reçut le statut de monument historique en RDA. Ce statut fut maintenu après la réunification allemande.

## Situation et environnement
La Fernsehturm berlinoise est située au sud-ouest de l'Alexanderplatz et au nord-est du Marx-Engels-Forum. L'emplacement du bâtiment est souvent associé à tort avec celui de l'Alexanderplatz au nord-est. En raison de la proximité de cette fameuse place, la tour de télévision est parfois même appelée tour Alex, en particulier par les visiteurs de Berlin.
En plus des U-Bahn et S-Bahn, les métros et trains de banlieue berlinois, plusieurs lignes de tram et de bus s'arrêtent à la station Alexanderplatz, dont l'accès central s'ouvre sur l'entrée de la tour de télévision.
Parallèlement à la construction de la tour, l'hôtel « Interhotel Stadt Berlin » aujourd'hui devenu l'hôtel « Park Inn by Radisson Berlin Alexanderplatz » avec ses 125 m de hauteur, fut achevé en 1970 sur l'Alexanderplatz. Entre 1967 et 1972 furent construits les Rathauspassagen (passages de l'hôtel de ville, centre commercial) à côté du Rotes Rathaus (l'hôtel de ville rouge) au sud de la tour de télévision.

## Histoire

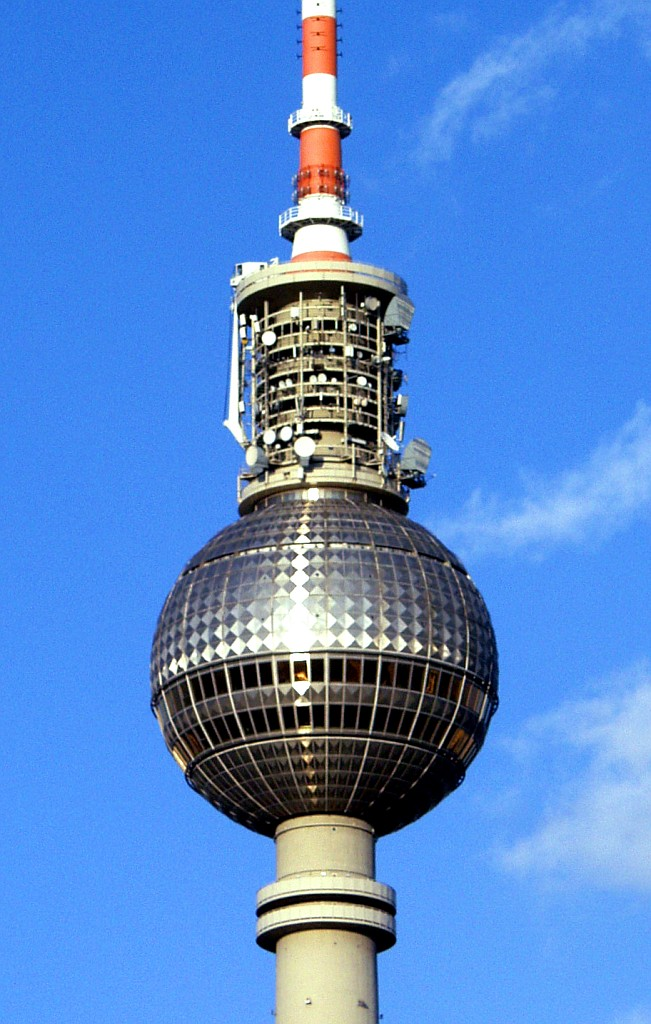
La sphère emblématique (surnommée « La vengeance du pape »).

### Antécédents historiques
Lors de la Conférence européenne de radiodiffusion à Stockholm en 1952, dont le but était de coordonner les fréquences d'émission en Europe, seulement deux fréquences furent accordées à la RDA alors non reconnue politiquement par la plupart des États. Dans ces conditions, la métropole berlinoise ne pouvait pas être équipée de plusieurs petits émetteurs sans que cela conduise à des chevauchements et donc à des interférences ou à l'absence de couverture TV dans certaines zones. Pour une couverture complète et ininterrompue, il était donc nécessaire de concevoir un émetteur de grande puissance placé le plus haut possible. Dans les années 1950, seuls quelques émetteurs d'appoint de la télévision allemande avec une très faible puissance servaient de couverture à Berlin.
Dès 1952, l'administration de la poste allemande de la RDA commença à planifier la construction d'une tour de télévision à Berlin. Les plans ont d'abord été établis pour un emplacement dans le sud-est de Berlin. Les travaux furent pourtant interrompus peu après leur démarrage, une fois constaté que la construction d'une tour de cette hauteur à un emplacement situé à seulement huit kilomètres des aires d'atterrissage de  l'aéroport de Berlin Schönefeld risquait de menacer le bon fonctionnement de l'aéroport. Après l'échec de plusieurs solutions de compromis, le projet de construction fut mis en pause en 1956. Au cours des années suivantes, des emplacements alternatifs furent cherchés et discutés, entre autres à Berlin-Friedrichshain, mais ces plans ne résistèrent pas aux mesures d'austérité prises en réponse aux coûts exorbitants engagés dans la construction du mur de Berlin.
Les recherches se poursuivirent dans les années qui suivirent. Outre l'objectif fonctionnel d'assurer une couverture radio optimale, le rôle de la tour comme nouveau point de repère berlinois prit de plus en plus d'importance. C'est pourquoi le gouvernement, appuyé par la direction du SED (Parti socialiste unifié d'Allemagne), décida en 1964 de privilégier un emplacement central pour la construction de la tour. La décision de l'emplacement fut donc en fin de compte influencée par des raisons politiques.
Plusieurs architectes participèrent à la conception et à la construction de la tour, entre autres Hermann Henselmann et Jörg Streitparth au début de la planification, Fritz Dieter, Günter Franke et Werner Ahrendt dans la phase de planification de 1965 à 1969, ainsi que Walter Herzog, Gerhard Kosel et Herbert Aust.

### Construction de la tour
La construction des fondations commença le 4 août 1965 et s'acheva à la fin de l'année 1965. Le bétonnage du pied de la tour débuta le 15 mars 1966 et progressa rapidement, de sorte que les 100 premiers mètres de hauteur furent achevés le 4 octobre 1966. Le mât acquit sa hauteur finale le 16 juin 1967. Sa construction nécessita 8 000 mètres cubes de béton pour un poids final de 26 000 tonnes et une hauteur de 248,78 mètres.
Parallèlement à l'érection du mât, les travaux préparatoires de la sphère destinée au sommet de la tour avancèrent. Le groupe de travail VEB Ipro mit au point le procédé de montage de la sphère sur le mât en béton armé. Celle-ci fut divisée en 120 segments avant d'être assemblée directement sur le terrain. Pour ce faire, une réplique du mât de 35 mètres de haut fut conçue en avril 1967 entre l'église Sainte-Marie et l'hôtel de ville rouge afin de préassembler les segments de la sphère. Ces travaux se poursuivirent jusqu'en 1967. Le coût des travaux dépassa entretemps les 33 millions prévus pour atteindre 95 millions de marks, principalement à cause des frais engagés pour les composants et matériaux importés en partie d'Allemagne de l'Ouest. L'installation de la sphère au sommet de la tour débuta en février 1968 et le dernier segment fut finalement monté le 7 octobre 1968. Du 2 au 30 octobre 1968, la tour reçut sa partie supérieure ainsi que le dispositif de support d'antenne situé au-dessus de la sphère, de sorte que les travaux d'aménagement de l'intérieur purent suivre l'année d'après.
Au début de l'année 1969, une infiltration d'eau à l'intérieur de la sphère causa des dégâts considérables, et la sphère dut de nouveau être scellée et étanchéifiée. Les travaux d'aménagement intérieur et le pavillon d'entrée furent achevés le 3 octobre 1969. La tour fut donc terminée malgré toutes les difficultés en un temps « record » de 53 mois de construction. Au total, les coûts se sont élevés à 132 millions de marks.
Le bâtiment, officiellement désigné par le nom de « Fernseh- und UKW-Turm Berlin » (tour de télévision et de radio FM de Berlin) était en octobre 1969 la deuxième tour de télévision la plus élevée du monde. En son temps, seule la tour télévision  Ostankino à Moscou s'élevait à une hauteur supérieure. Il s'agissait également à l'époque de la troisième structure autoportante la plus haute du monde après la tour TV de Moscou et  l'Empire State Building à New York.

### De l'inauguration de la tour à la fin de la RDA
La Fernsehturm fut inaugurée le 3 octobre 1969 par Walter Ulbricht accompagné de sa femme Lotte et d'une délégation de dignitaires de haut rang dont Günter Mittag, Herbert Warnke, Paul Verner, Rudolph Schulze, Erich Honecker, Werner Lamberz et Erich Mielke. Ce fut également le signal de lancement de DFF-2, la deuxième chaîne de télévision de la RDA. C'est ainsi que débuta la télévision en couleur transmise sur deux canaux en RDA. La tour est accessible au public depuis le Tag der Republik (Journée de la République, en RDA) du 7 octobre 1969.
Le 16 février 1970, cinq canaux FM sont diffusés depuis la tour, suivis de la première émission de télévision le 4 avril 1970. Au début de l'année 1972, l'installation est complétée par deux pavillons pour les expositions, un centre d'information touristique, une salle de cinéma et des espaces de restauration. Au total, les restaurants pouvaient accueillir environ 1 000 personnes. Une fois les bases juridiques établies pour l'obtention du statut de protection historique en 1975, la Fernsehturm reçut le statut de monument historique en 1979.

### Depuis la réunification allemande
Après la disparition de la République démocratique allemande, l'Allemagne réunifiée confirma le statut de monument historique de l'édifice.
De nombreuses voix appelant à la démolition de la tour s'élevèrent après la réunification de l'Allemagne en 1990. La République fédérale opta pourtant pour la conservation du bâtiment. En tant que nouvel exploitant, la société de télécommunication allemande Deutsche Telekom investit finalement plus de 50 millions de marks dans la modernisation des dispositifs de transmission, sans compter les chantiers de rénovation réalisés sur l'édifice même. L'antenne existante reçut par exemple une nouvelle pointe plus performante à partir de 327 mètres. Ainsi, la tour qui s'élevait à l'origine à 365 mètres fut prolongée pour atteindre 368 mètres à l'été 1997.
La Fernsehturm fait partie des bâtiments revêtus d'un éclairage artistique tous les ans et illuminés pendant plusieurs jours depuis 2004 pendant le Festival des lumières organisé en octobre par Berlin. À l'occasion de la Coupe du Monde organisée par la FIFA en 2006, la Fernsehturm reçut un habillage en forme de ballon de football de couleur magenta dans le cadre d'une campagne publicitaire de l'opérateur Deutsche Telekom.

## Détails techniques

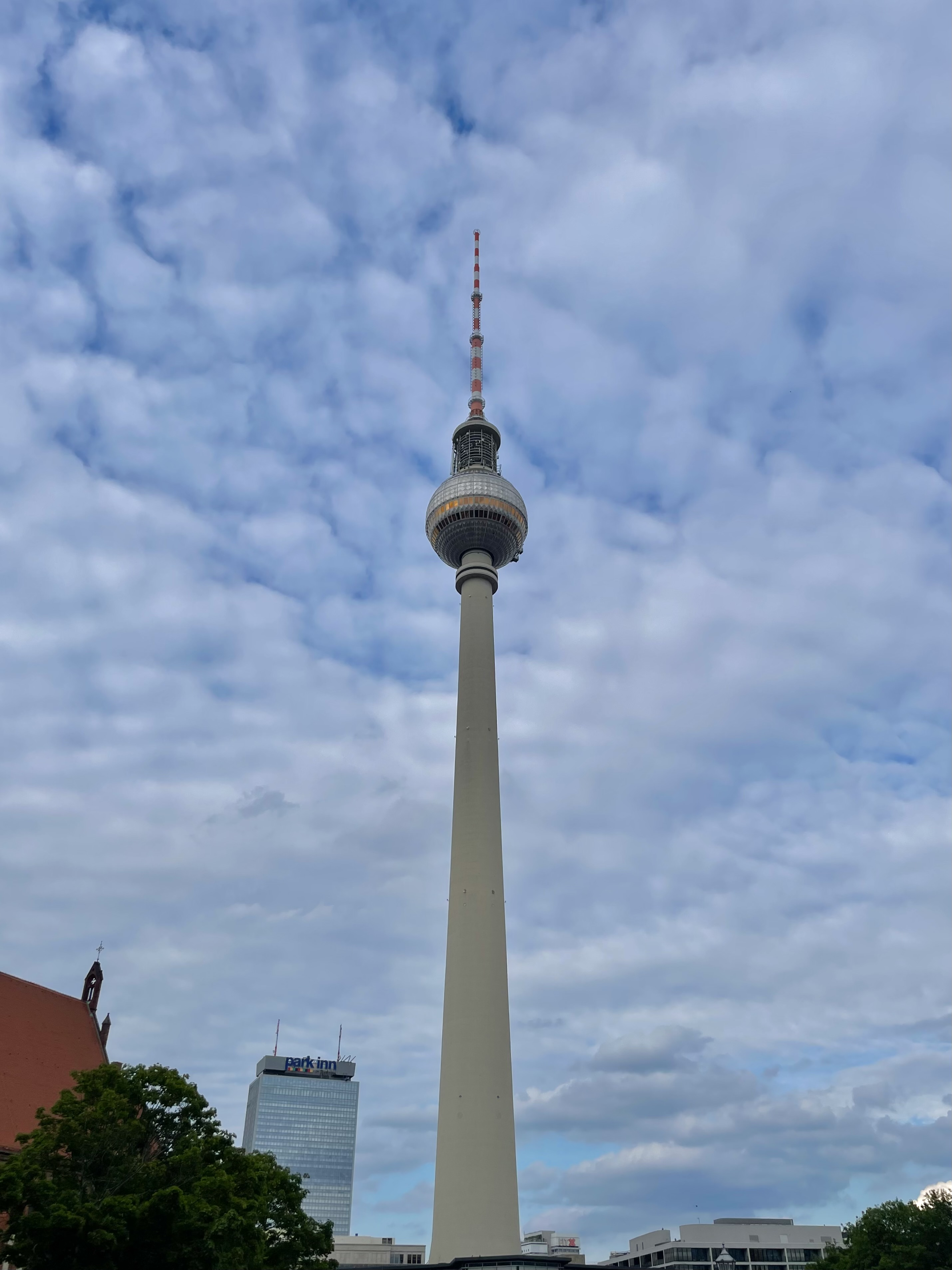
Fernsehturm de Berlin

- Profondeur des fondations : 2,70 à 5,80 mètres
- Diamètre extérieur des fondations : 42 mètres
- Diamètre de la sphère : 32 mètres
- Masse de la sphère : 4800 tonnes
- Deux ascenseurs pour les visiteurs
- Un ascenseur pour l'équipement technique et le personnel d'exploitation des locaux techniques
- Plateforme d'observation située à 203,78 mètres
- Restaurant situé à 207,53 mètres de hauteur
- Surface utile de la sphère : 5000 mètres carrés
- Les systèmes de transmission radio et de télévision ainsi que les espaces d'exploitation des techniciens de mesure se situent à 216, 220 et 224 mètres de hauteur
- À l'étage inférieur situé à 200 mètres de hauteur se trouvent les locaux de climatisation, l'espace technique supérieur abrite la centrale de gaz d'extinction pour la lutte contre les incendies
- Plateformes de sauvetage à 188 et 191 mètres
- 150 antennes différentes pour la transmission de la radio et de la télévision sur le support d'antennes
- 20 000 kilomètres carrés de couverture de transmission

## Visiteurs et tourisme

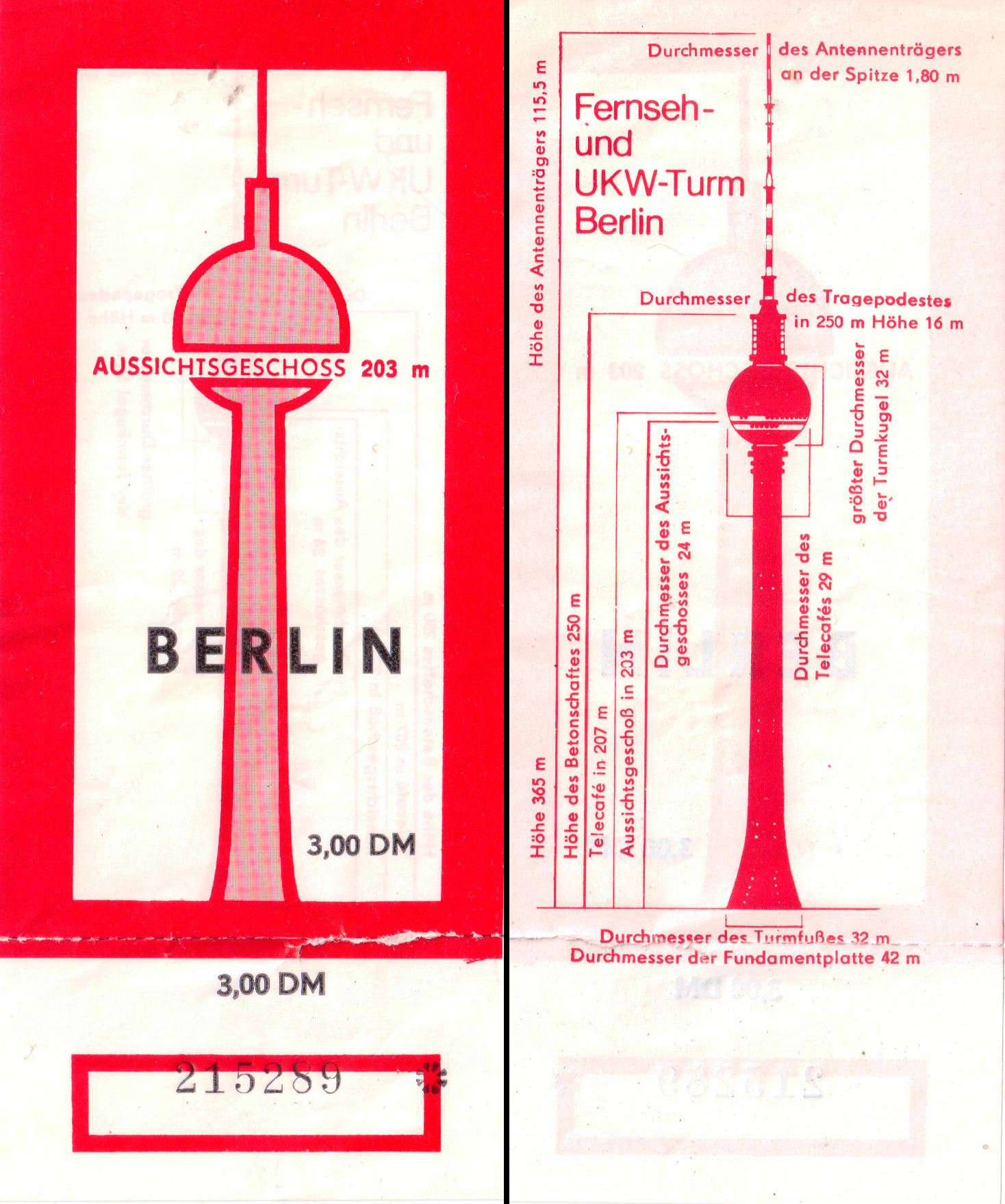
Le ticket de 3 DM permettait d'accéder au premier étage de la tour. (avril 1991)

La Fernsehturm de Berlin n'est pas seulement une tour de transmission, mais également un point de repère, une attraction touristique et un espace d'évènementiel. C'est le plus haut bâtiment accessible au public en Europe et le plus haut point de vue panoramique ouvert au public d'Allemagne.  La structure attira plus de 4 millions de visiteurs rien qu'au cours des trois premières années suivant son ouverture. Depuis la réunification, la moyenne s'est stabilisée à 1,2 million de visiteurs par an en provenance de 90 pays. Environ 60 pour cent de ces visiteurs venaient de l'étranger en 2010, dont une majorité de 8,1 pour cent d'Espagnols, suivi par 7,6 pour cent d'Italiens et 6,7 pour cent de Danois. Le nombre total de visiteurs autorisés dans la sphère est de 320 personnes. Parmi les 5000 visiteurs quotidiens, environ 1500 se rendent également dans le restaurant de la tour. Du temps de la RDA, la durée d'un séjour au télécafé était limitée à 60 minutes et à 30 minutes au niveau de la plateforme.
Les deux ascenseurs peuvent transporter douze personnes chacun pour une ascension qui dure 40 secondes jusqu'au point de vue à 203 mètres, où se situe également le bar le plus haut de Berlin. Au travers de 60 fenêtres, on peut y profiter d'une vue panoramique sur l'ensemble de Berlin et de sa région. Le restaurant panoramique tournant se trouve quelque 21 marches plus haut, à 207 mètres de hauteur. Le restaurant effectue une rotation de 360° en une heure. Pour des raisons de sécurité et de protection contre les incendies, la cuisine principale est située au pied de la tour. Les plats sont transportés par un ascenseur jusqu'au restaurant où ils sont ensuite préparés dans une petite cuisine satellite. Le dispositif de protection contre les incendies implique, outre les deux plateformes d'évacuation situées sous la corbeille de la tour, une interdiction stricte de fumer dans tout le bâtiment. Les personnes en fauteuil roulant ou ayant des problèmes de mobilité ne peuvent pas visiter la Fernsehturm, car elles ne sont pas aptes à emprunter les voies d'évacuation sans l'aide d'une tierce personne en cas d'urgence. De même, pour des raisons de sécurité, les animaux, les poussettes et les bagages volumineux ne peuvent pas être admis.
Près de 42 ans après l'inauguration, le 14 juin 2011, le maire de l'époque Klaus Wowereit accueillit le 50 millionième visiteur. La plateforme d'observation de la Fernsehturm offre une vue sur l'ensemble de la ville. Par temps clair la vue s'étend jusqu'au parc de loisirs Tropical Islands qui se trouve à environ 60 km de là.
La Fernsehturm est ouverte aux touristes toute l'année avec une variation saisonnière des horaires d'ouverture. La dernière ascension vers la plateforme d'observation a lieu tous les jours à 23h30, le dernier accès au restaurant à 23h00. L'espace public peut être loué pour des évènements spéciaux, des fêtes, des réceptions et autres évènements, avec une capacité d'accueil allant jusqu'à 200 personnes. Il est également possible de réaliser des cérémonies de mariage civil à la Fernsehturm. Le bar de la plateforme d'observation est alors réservé pendant une heure pour le couple et jusqu'à 30 invités.